# Sistema del Trave

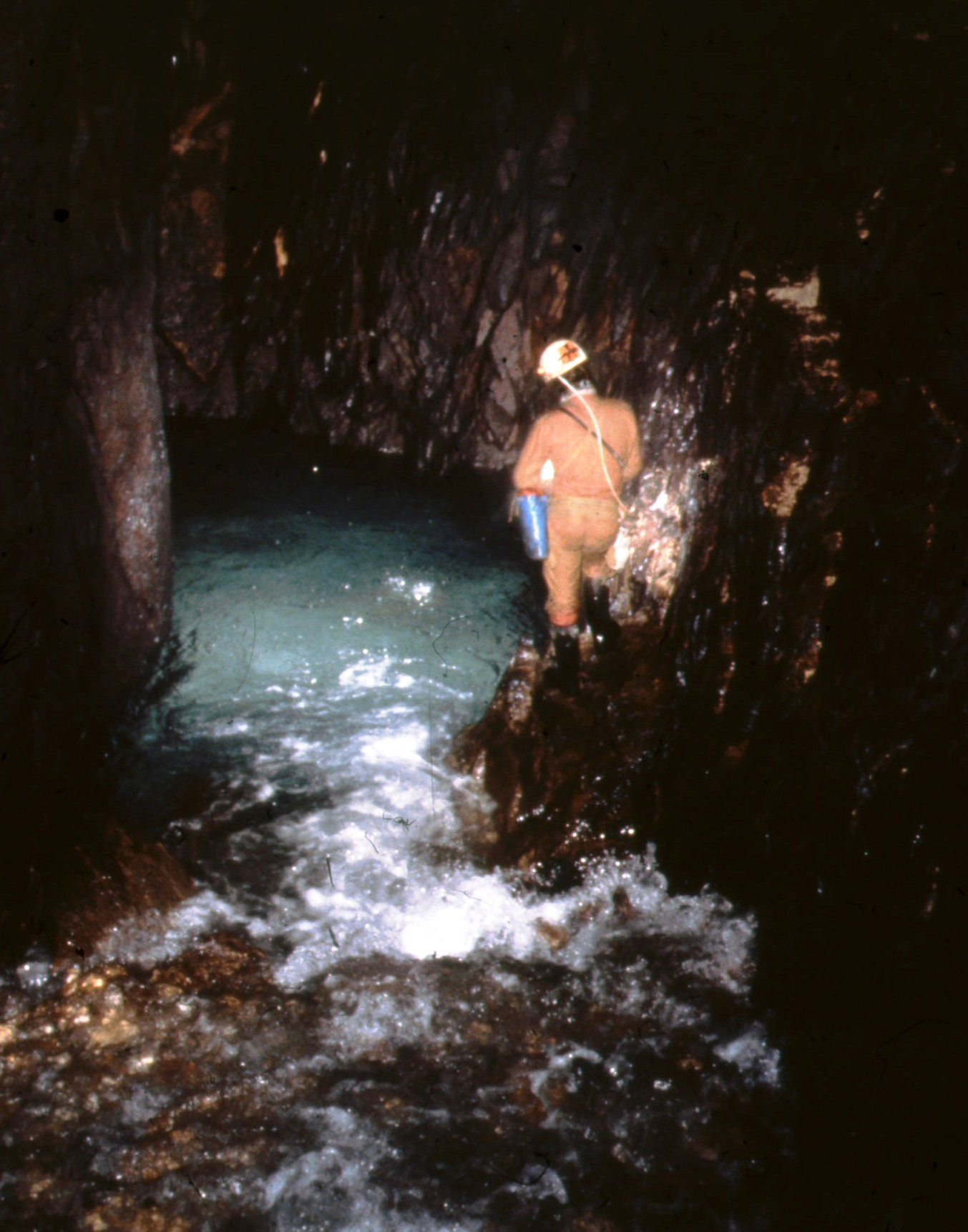
Sistema del Trave (T10). Cabarales, Picos de Europa.

El sistema del Trave es un sistema kárstico subterráneo compuesto por tres simas interconectadas que se encuentra en el macizo central de los Picos de Europa, en el concejo asturiano de Cabrales. Con una profundidad de 1.441 metros, es la tercera más profunda de España y la decimoquinto más grande del mundo.

## Descripción
Su entrada fue descubierta en 1982, cerca de la localidad de Bulnes en la zona conocida como el refugio del Jou de los Cabrones. El sistema está compuesto por las simas de la Laureola, del Alba y del Trabe.
El sistema es recorrido por varios cursos de agua uniéndose en el tramo final formando un río subterráneo, del cual se puede recorrer un corto tramo, y en el que se han descubierto especies de insectos y crustáceos. Es especialmente importante el descubrimiento de un nuevo género de colémbolos, cuya especie tipo es el ongulonychiurus colpus.
Fue declarado monumento natural el 31 de agosto de 2005.

### Simas
Cada una de las tres grandes simas tiene una entrada independiente:
- torca de la Laureola, la superior, abierta a cota 2.042 metros.
- torca del Alba, lLa intermedia, a una cota 1975 metros.
- torca del Trave, la inferior, a una cota 1.917 metros.